# Берёзовка (Большеулуйский район)
Берёзовка — село в Большеулуйском районе Красноярского края. Административный центр Берёзовского сельсовета.

## География
Село находится в западной части края, в подтаёжно-лесостепном районе лесостепной зоны, на правом берегу реки Чулым, вблизи места впадения в неё реки Камчалы, на расстоянии приблизительно 14 километров (по прямой) к северо-востоку от Большого Улуя, административного центра района. Абсолютная высота — 181 метр над уровнем моря.
Климат
Климат характеризуется как резко континентальный, с продолжительной морозной зимой и коротким тёплым летом. Средняя температура воздуха самого тёплого месяца (июля) составляет 17,9 °C (абсолютный максимум — 38 °C); самого холодного (января) — −18,2 °C (абсолютный минимум — −61 °C). Продолжительность безморозного периода составляет в среднем 105 дней. Среднегодовое количество атмосферных осадков составляет 474 мм, из которых 341 мм выпадает в период с апреля по октябрь.

## История
Основано в 1786 году. По данным 1926 года имелось 163 хозяйства и проживало 927 человек (455 мужчин и 472 женщины). В национальном составе населения того периода преобладали русские. Функционировали школа I ступени и четыре водяных мельницы. В административном отношении являлось центром Берёзовского сельсовета Больше-Улуйского района Ачинского округа Сибирского края.

## Население
| 2010 |
| ---- |
| 359  |

Половой состав
По данным Всероссийской переписи населения 2010 года в гендерной структуре населения мужчины составляли 50,7 %, женщины — соответственно 49,3 %.
Национальный состав
Согласно результатам переписи 2002 года, в национальной структуре населения русские составляли 91 % из 425 чел.